# Château de Possenhofen
Le château de Possenhofen (surnommé Possi, ou château de Sissi) (allemand : Schloss Possenhofen) est un château du XVIe siècle de style baroque rococo, avec parc et domaine, sur la rive ouest du lac de Starnberg, à Possenhofen (30 km au sud-ouest de Munich, sur la route du Roi-Louis) en Bavière en Allemagne. Élisabeth de Wittelsbach (Sissi, 1837-1898, duchesse en Bavière et impératrice d’Autriche) y passe son enfance, et de nombreux séjours durant sa vie. Actuelle résidence privée, des vestiges de murs d'enceinte d'origine, le jardin, et la chapelle sont classés aux monuments historiques allemands (D-1-88-137-35).

## Histoire
Le château de villégiature d'été d'origine, est construit en 1536 par le duc Guillaume IV de Bavière, pour son chancelier Jakob Rosenbusch, à proximité de l'abbaye d'Andechs, en face entre autres des château de Berg, château d'Allmannshausen et Ile aux Roses des rois de Bavières. Il est détruit durant la Guerre de Trente Ans (1618 à 1648) entre Royaume de France et Saint-Empire romain germanique, puis plusieurs fois reconstruit, déplacé, et modifié au cours du temps, par de nombreux propriétaires successifs, en palais constitué de deux bâtiments juxtaposés, avec quatre tours d'angle, et une chapelle.

### Sissi
En 1834, les parents de Sissi (le duc Maximilien en Bavière et son épouse la princesse Ludovica de Bavière, fille du roi Maximilien Ier de Bavière) achètent le château au bord du lac dans un vaste domaine forestier, à titre de résidence d'été, qu'ils font agrandir et rénover. Sissi y passe son enfance avec ses neuf frères et sœurs, entre leur palais du duc Max de Munich (Herzog Max Palais) et ce palais d'été. 

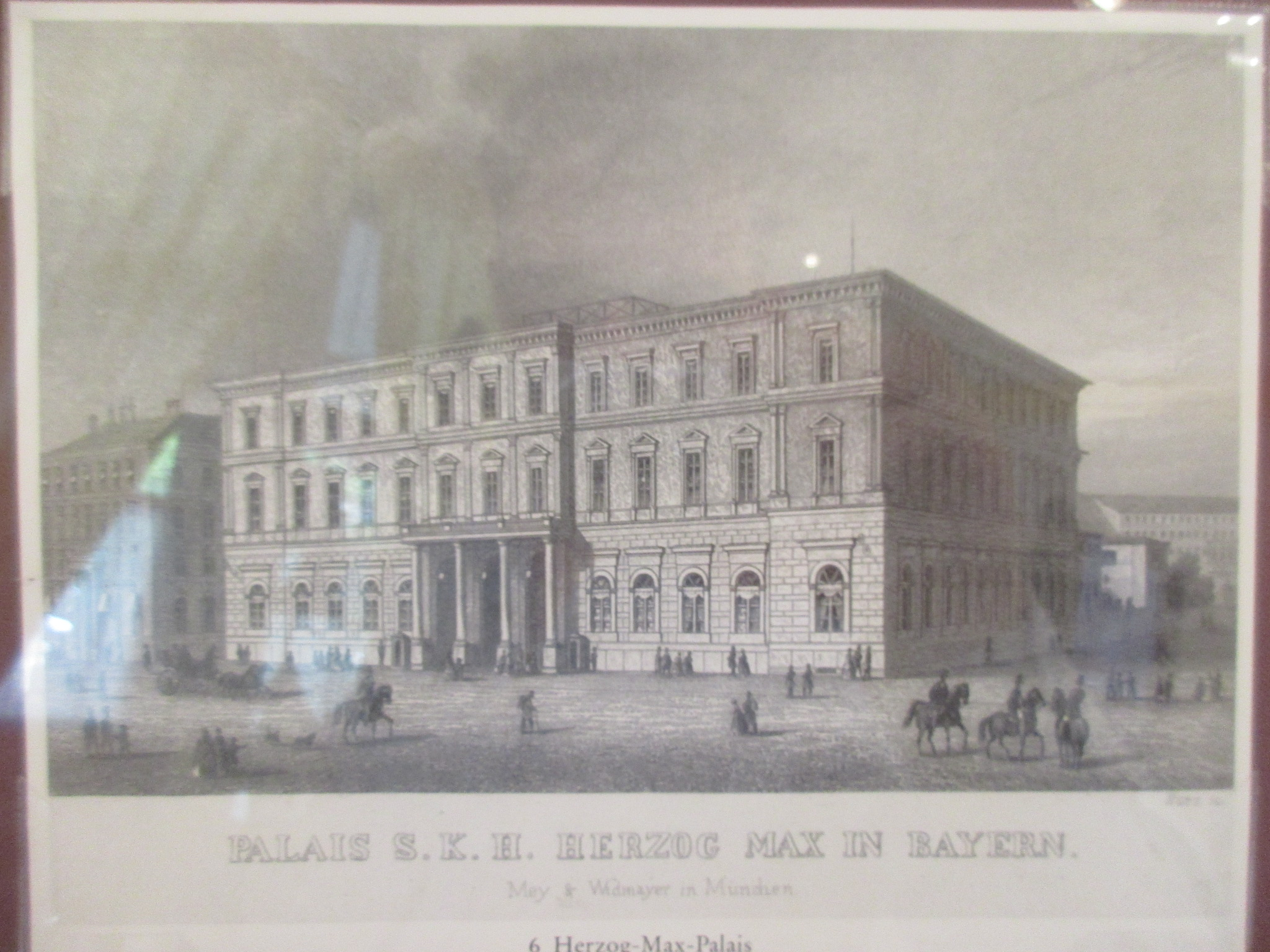
Palais du duc Max de Munich (Herzog Max Palais).
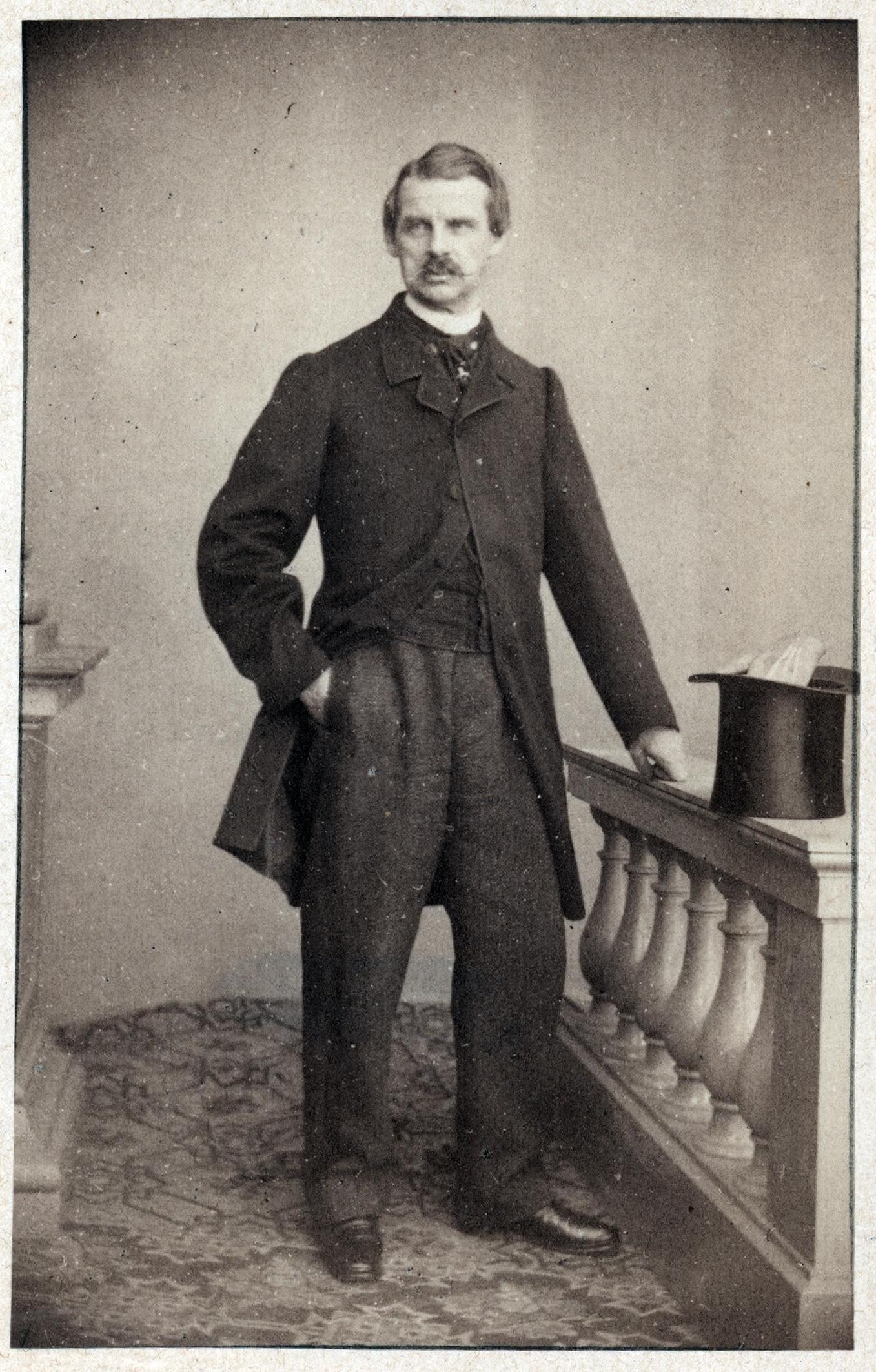
Le duc Maximilien en Bavière.
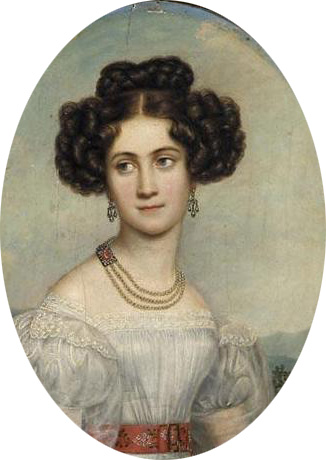
Son épouse Ludovica de Bavière.
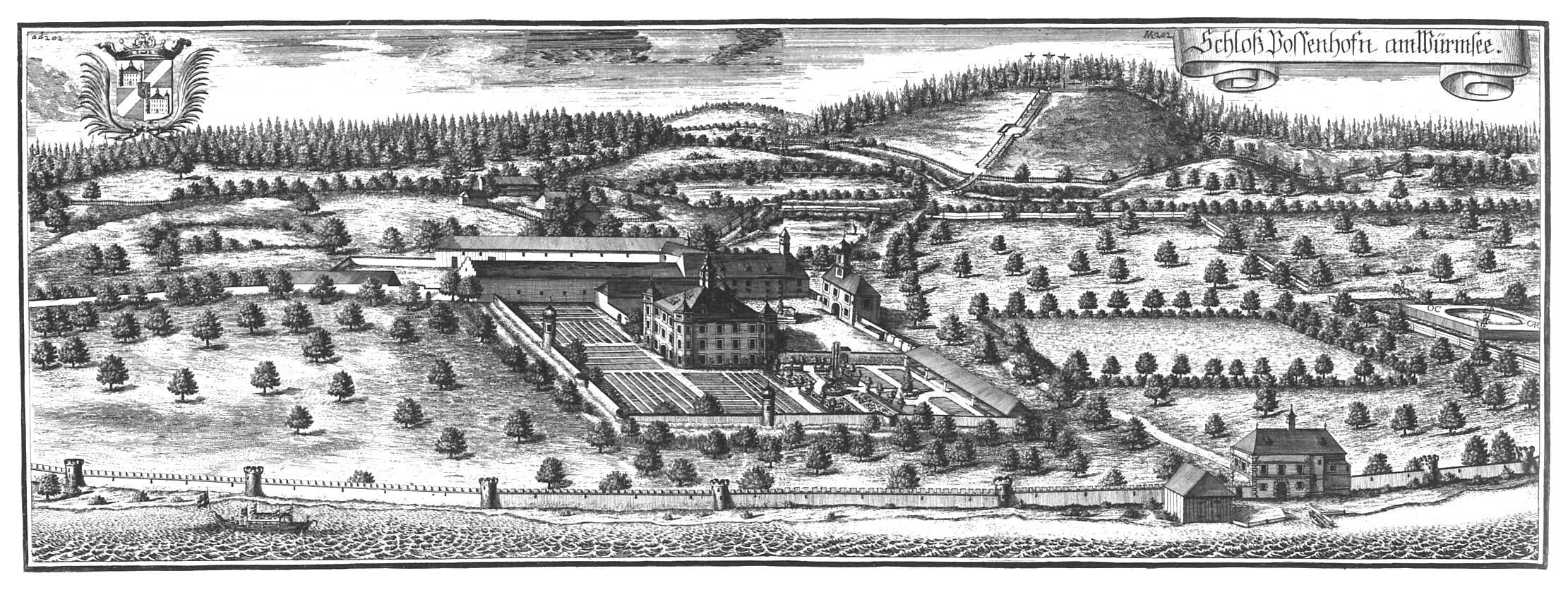
Château, parc et domaine de Possenhofen, en 1700.

Devenue impératrice d'Autriche en 1854, par mariage avec l’empereur François-Joseph Ier d'Autriche, elle revient 24 fois à son « Possi bien-aimé », en résidant durant ses séjours, à l'hôtel impérial de Feldafing. 

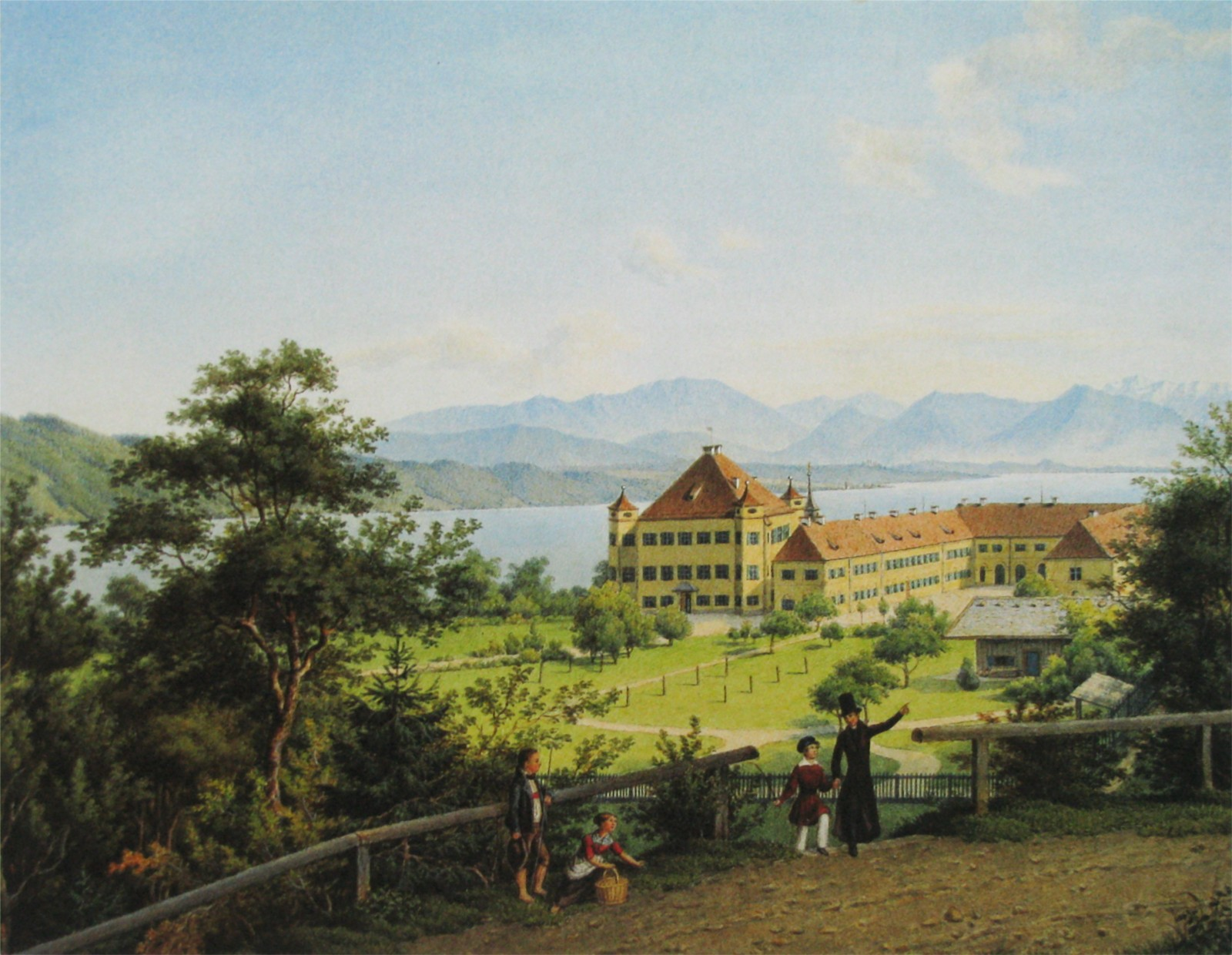
En 1839.
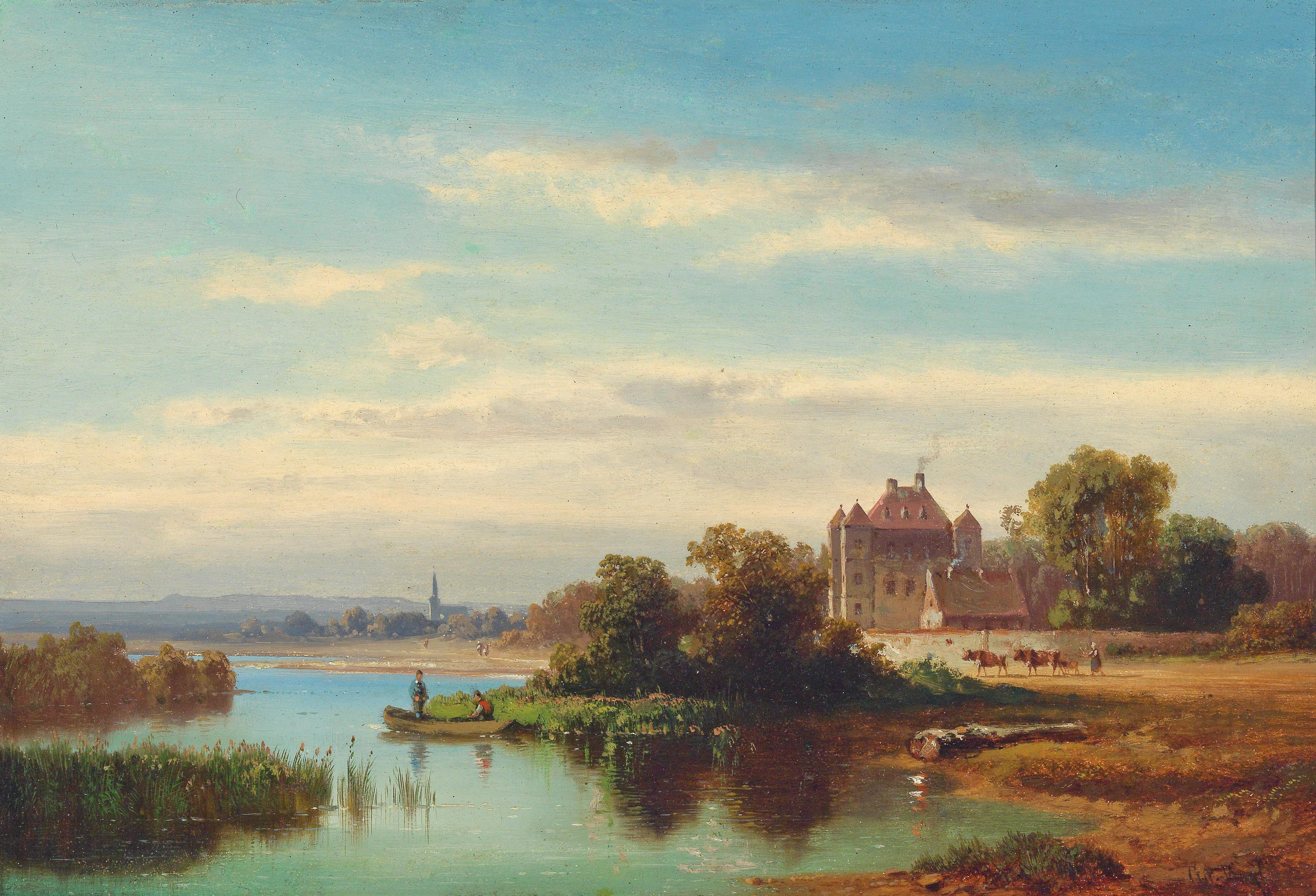
Avant 1853.
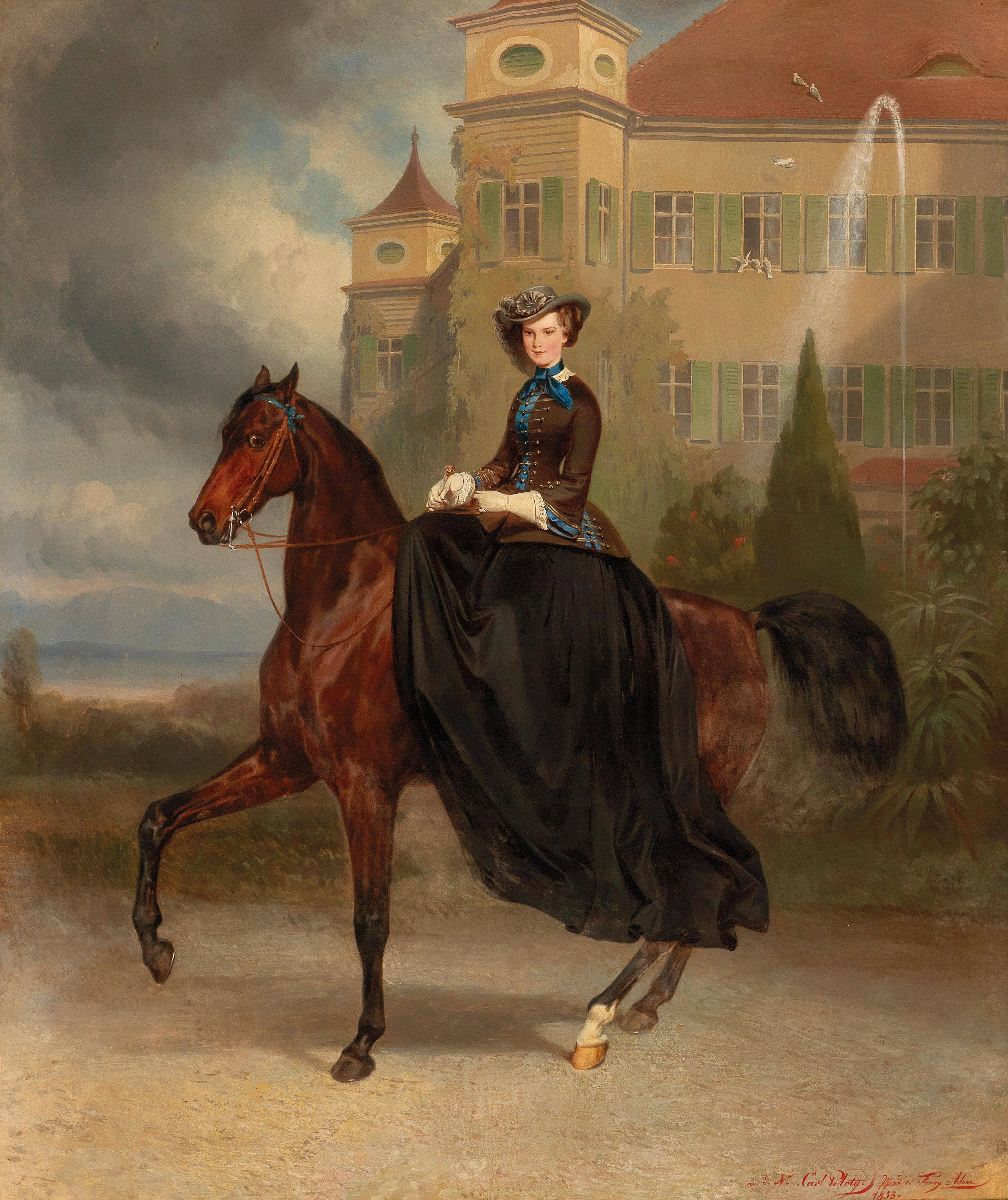
Sissi, en 1853.
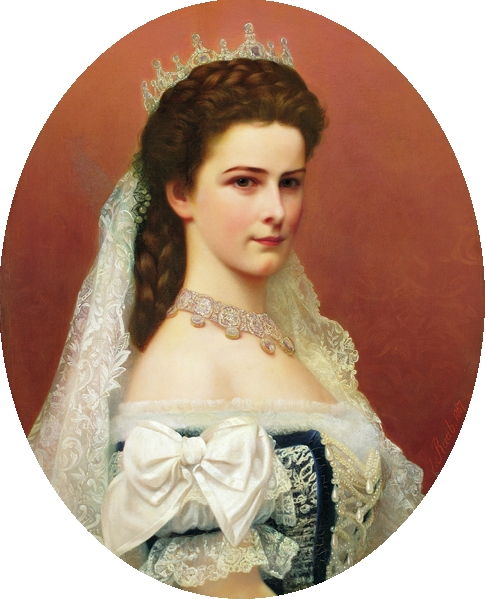
Sissi, en 1867.

Le château reste une des nombreuses résidences des ducs en Bavière / branche cadette héritière de la maison de Wittelsbach, jusqu'aux années 1920, où il est abandonné et se dégrade. En 1940, le duc héritier Luitpold Emanuel de Bavière (1890-1973) fait construire son château postromantique de Ringberg dans les Alpes bavaroises, et vend ce château en même temps que son château de Biederstein à Munich-Schwabing, au Secours populaire national-socialiste, qui le transforme en hôpital militaire pour la Luftwaffe. Le château devient plus tard une maison pour enfants, et un atelier de réparation de motocyclettes.

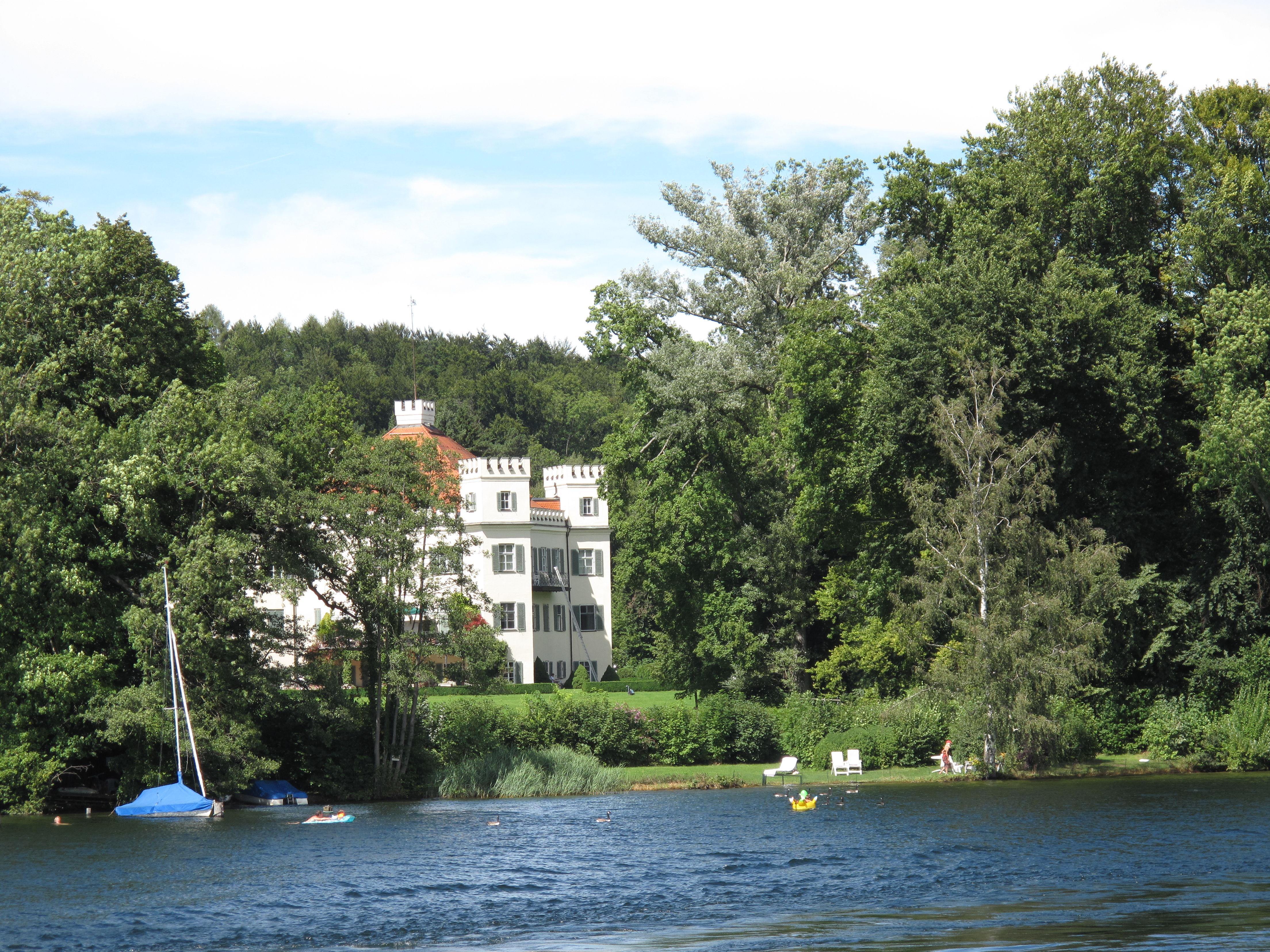
Bord du lac de Starnberg.
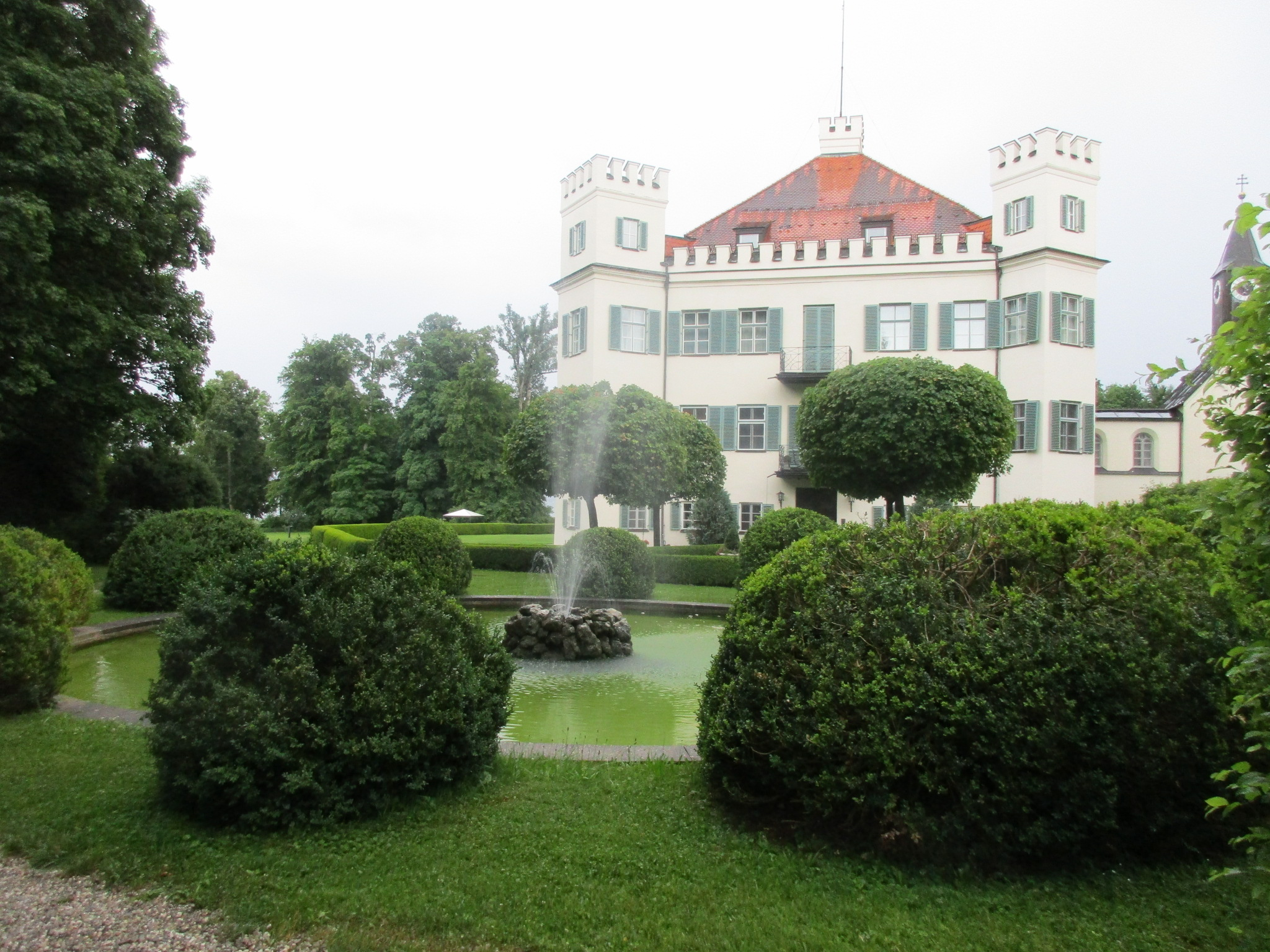
Jardin à la française.
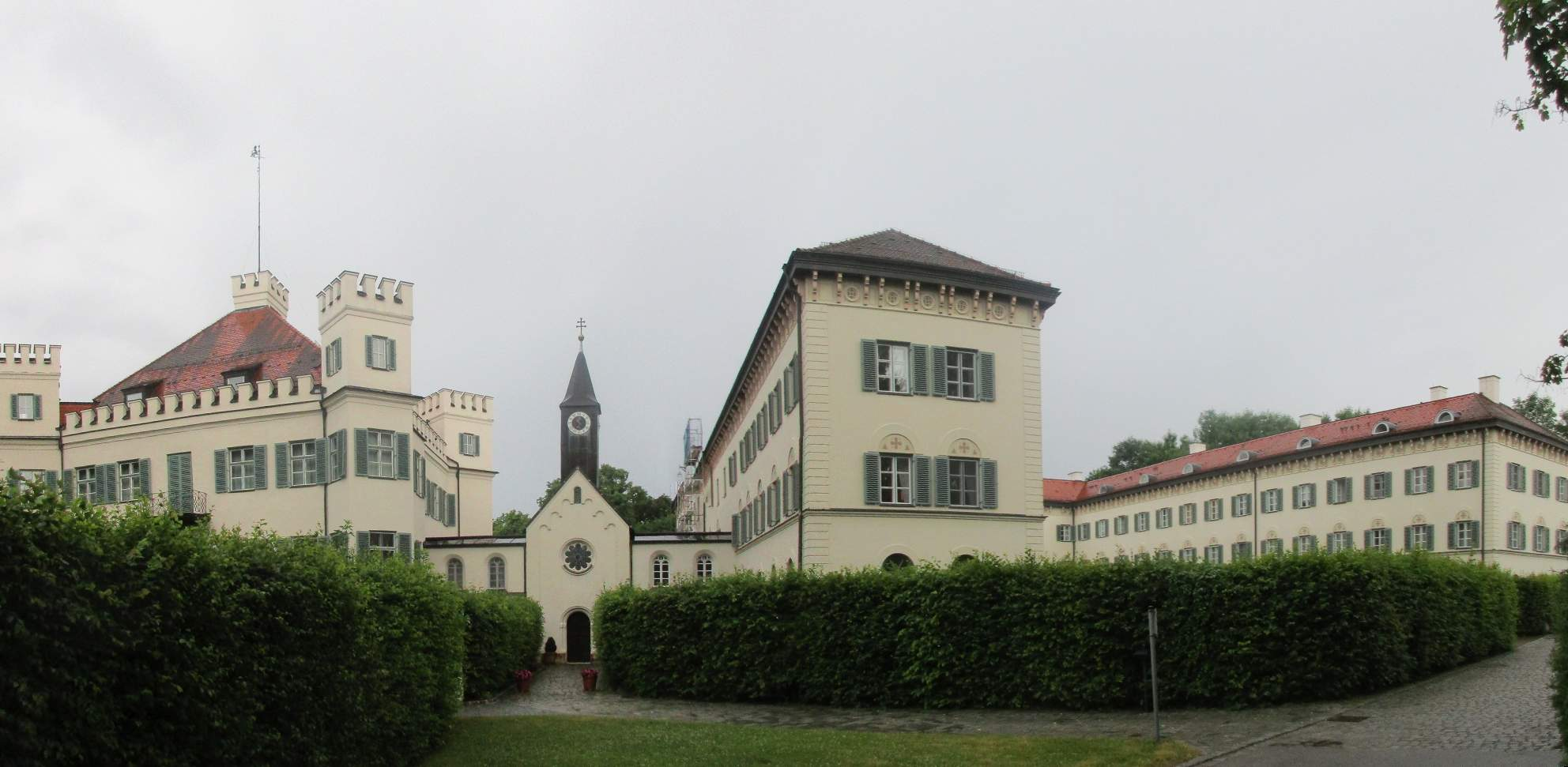
Chapelle.
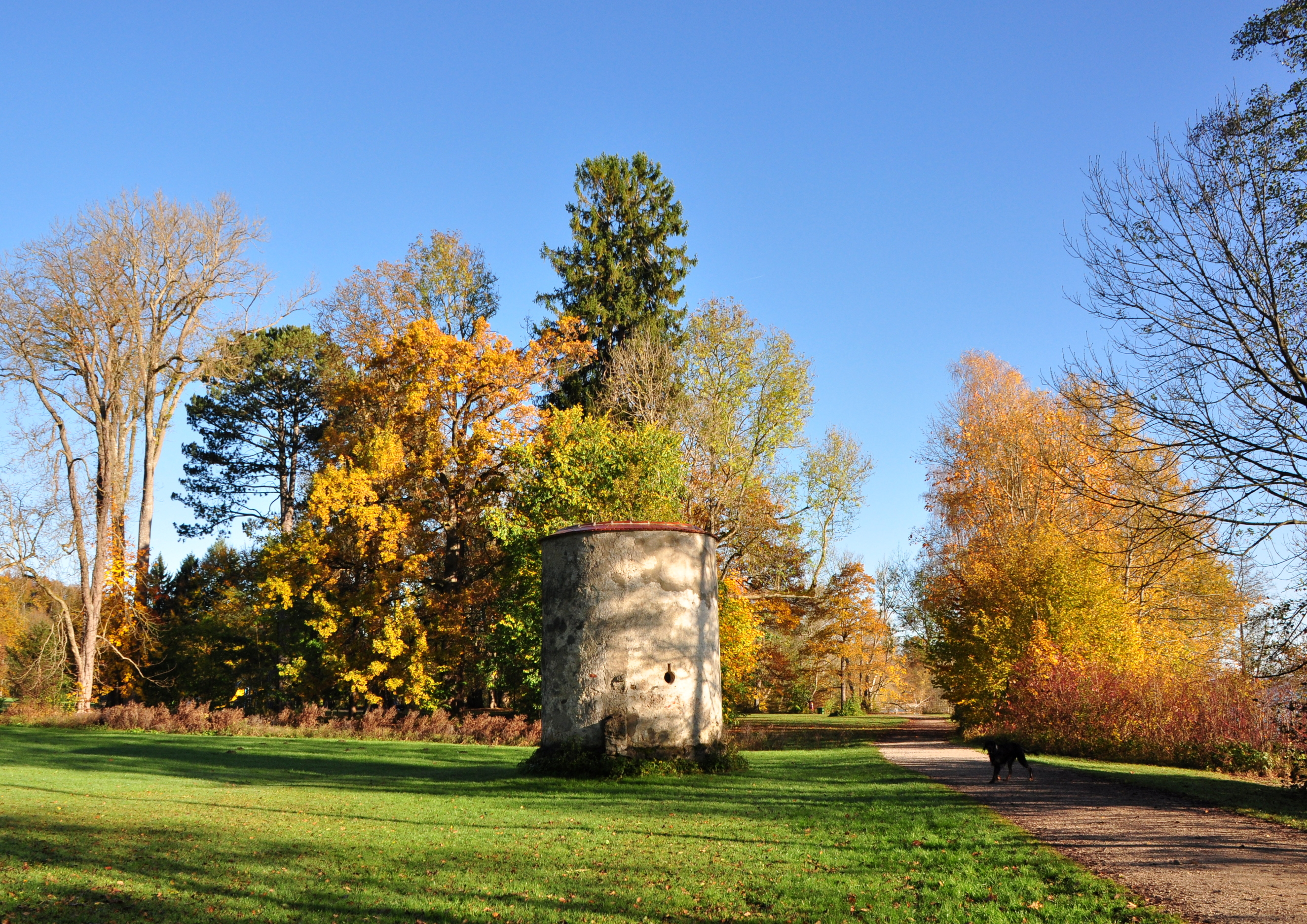
Parc et vestiges des murs et tours d’enceinte.
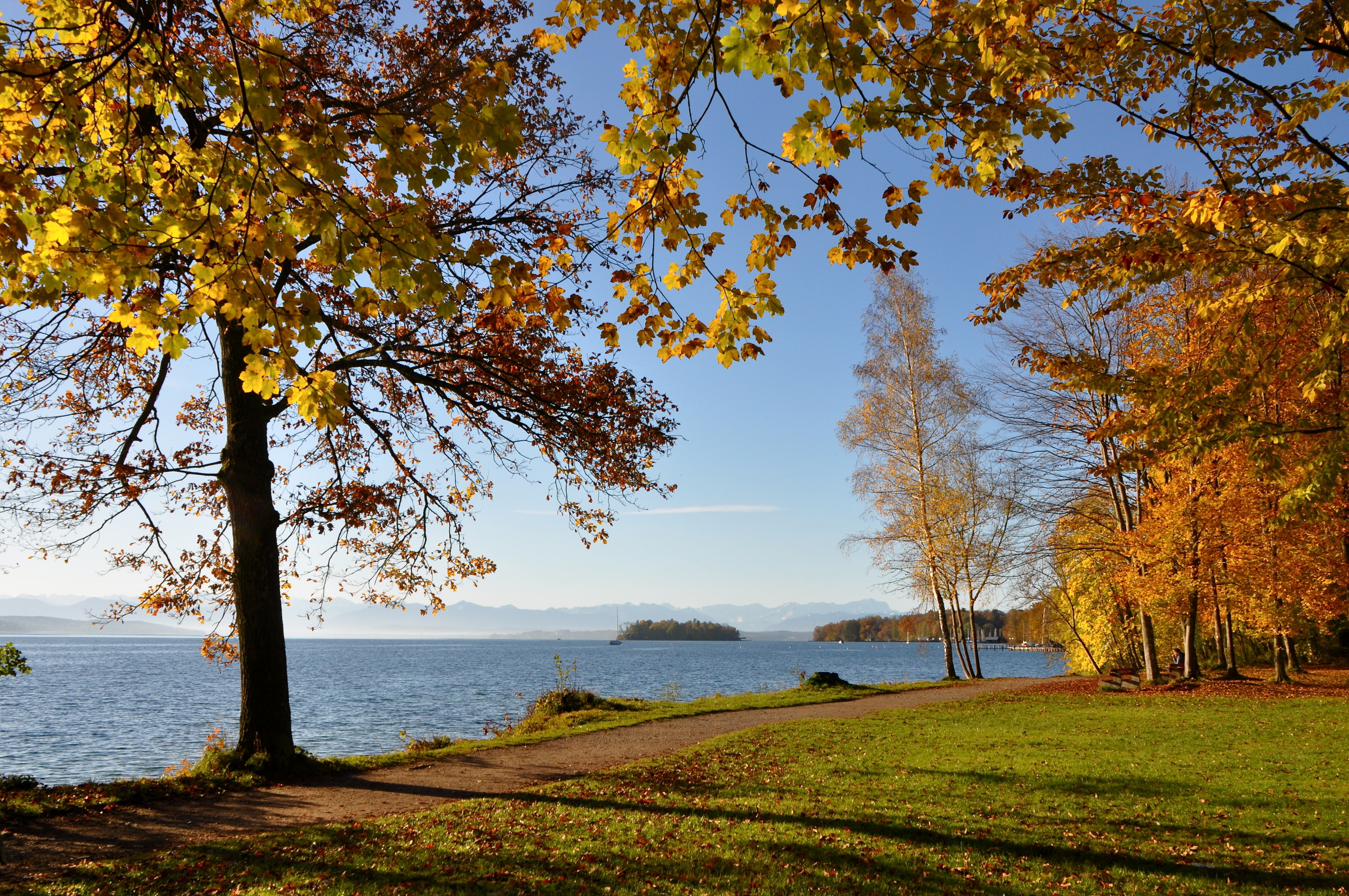
Parc au bord du lac de Starnberg, et île aux Roses des rois de Bavière au fond.

Le château délabré est racheté et rénové en 1981, puis en 1998 par des promoteurs privés, et transformé en logements privés. Le parc de deux hectares entre le château et le lac est aménagé en parc public

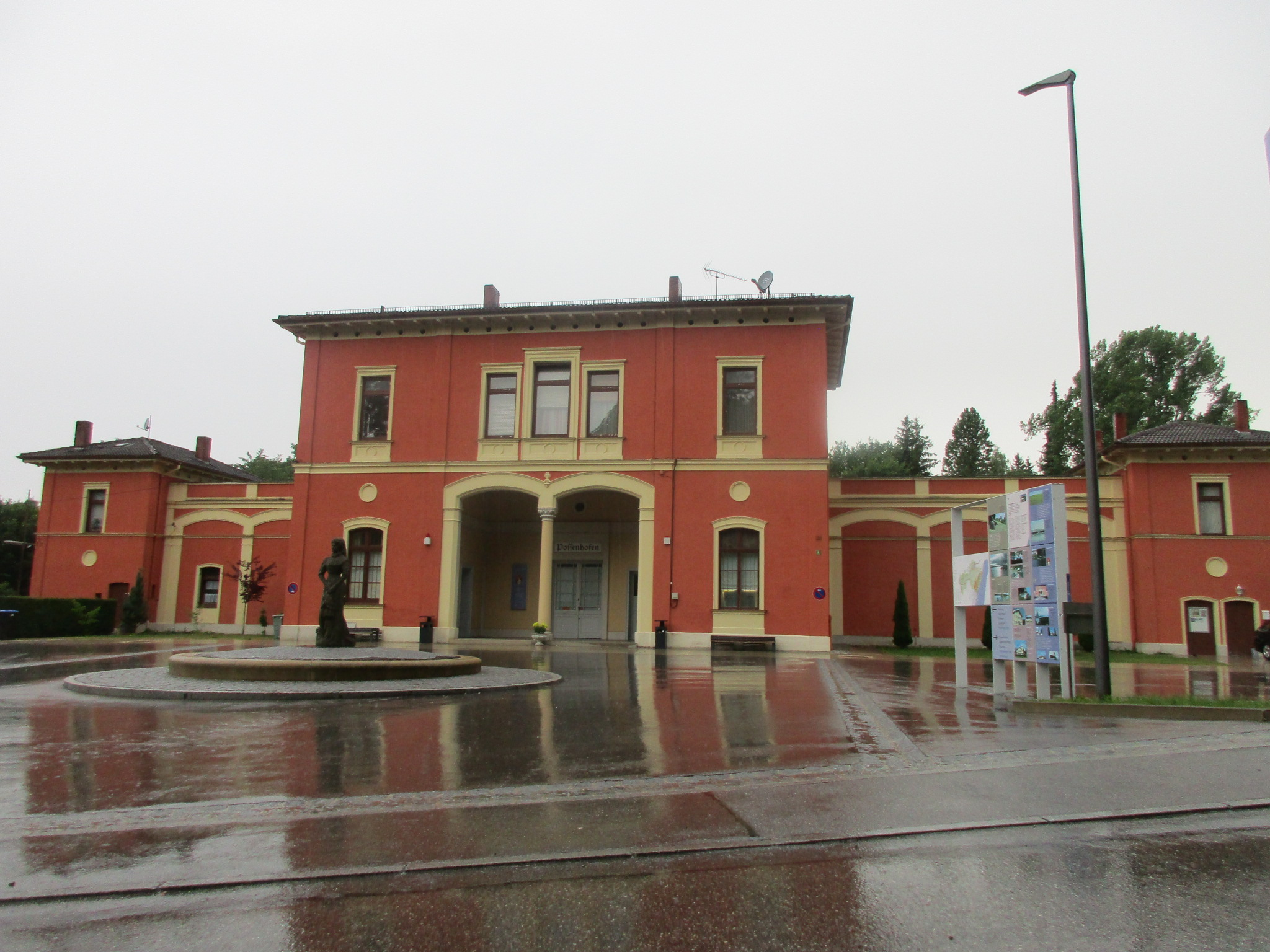
Musée de l'impératrice Élisabeth de Wittelsbach dans l'ancien salon impérial de la gare de Possenhofen, voisine du parc.

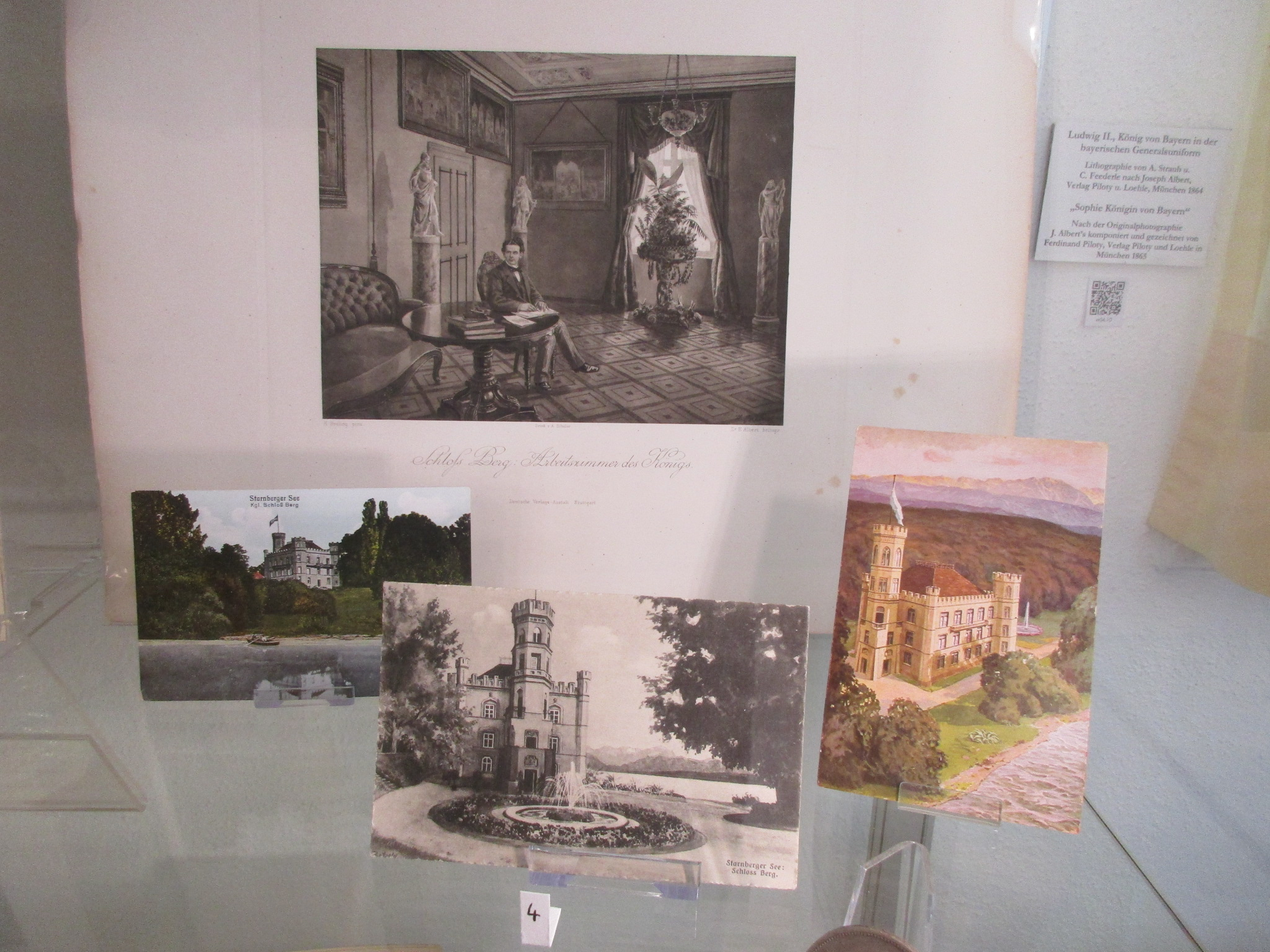
Le roi Louis II de Bavière dans son château de Berg similaire, sur la rive opposée du lac, sur la route du Roi-Louis.

## Musée
En 1998, le musée de l'impératrice Elisabeth de Wittelsbach est établi dans l'ancien salon impérial historique de la gare de Possenhofen, construit en 1865 sous le règne du roi Louis II de Bavière, avec l'exposition d'une collection privée de nombreux objets (photos, cartes postales, documents authentiques...) de l'impératrice, de sa famille, et du roi Louis II. Un chemin touristique « Elisabeth Weg » mène en 10 minutes au château de Possenhofen, et à l’Ile aux Roses (Roseninsel), où Sissi et son cousin le roi Louis II aimaient se retrouver.  

## Filmographie
Bien que l'impératrice Sissi y passe son enfance, les scènes des films Sissi censées se dérouler au château de Possenhofen sont en réalité tournées à celui de Fuschl, en Autriche, sur les rives du Fuschlsee.
Des scènes du film Ludwig : Le Crépuscule des dieux (1972), de Luchino Visconti y sont tournées. Romy Schneider reprend son rôle de Sissi, Helmut Berger incarne le roi Louis II de Bavière et Trevor Howard incarne Richard Wagner.